# Stephen Boyd
Stephen Boyd (n. 4 iulie 1931, Glengormley⁠(d), Irlanda de Nord, Regatul Unit – d. 2 iunie 1977, Northridge⁠(d), California, SUA) a fost un actor britanic și american care a primit Premiul Globul de Aur pentru cel mai bun actor în rol secundar. A apărut în peste 60 de filme, fiind cel mai notabil pentru rolul lui "Messala" în Ben-Hur.

## Biografie
Boyd s-a născut ca William Millar în 1931.

## Filmografie
- An Alligator Named Daisy (1955)
- The Man Who Never Was (1956)
- A Hill in Korea (1956)
- Seven Waves Away (1957)
- Island in the Sun (1957)
- Seven Thunders (1957)
- Îndrăgostiți sub clar de lună (1958)
- The Bravados (1958)
- Woman Obsessed (1959)
- The Best of Everything (1959)
- Ben-Hur (1959)
- Billy Rose's Jumbo (1962)
- Lisa (1962)
- Imperial Venus (1962)
- The Third Secret (1964)
- The Fall of the Roman Empire (1964)
- Genghis Khan (1965)
- The Poppy Is Also a Flower (1966)
- The Oscar (1966)
- 1966 Călătorie fantastică (Fantastic Voyage), regia Richard Fleischer
- The Bible: In the Beginning (1966)
- The Caper of the Golden Bulls (1967)
- Assignment K (1968)
- Shalako (1968)
- Slaves (1969)
- Carter's Army (1970) (TV)
- Marta (1971)
- Kill! Kill! Kill! Kill!⁠(fr)[traduceți] (1971)
- Hannie Caulder (1971) (uncredited)
- The Devil Has Seven Faces (1972)
- The Man Called Noon (1973)
- Those Dirty Dogs (1973)
- The Squeeze (1977)
- Women in Hospital (1977)
- Lady Dracula⁠(de)[traduceți] (1978) (ultimul film)